# Dunedin City Royals
Die Dunedin City Royals sind ein neuseeländischer Amateur-Fußballklub aus der Stadt Dunedin.

## Geschichte
Der Klub wurde im Jahr 2021 ursprünglich als South City Royals gegründet. Basierend auf dem Ziel der Klubs Caversham, Dunedin Technical, den Hereweka Junior FC und den Melchester Rovers Junior FC ein Zentrum der gemeinsamen Zusammenarbeit zu etablieren.
Erstmals am Chatham Cup teil, nahm man dann auch zur Saison 2021 und erreichte hier die vierte Runde. In der Premierensaison der erstklassigen National League stieg man in den Spielbetrieb der Southern League ein und verpasste mit 12 Punkten über den dritten Platz nur knapp die Championship.
Zur Saison 2022 änderte der Klub seinen Namen zum heutigen Dunedin City Royals. In der diesmal wesentlich größeren Southern League reichte es am Ende der Spielzeit mit 31 Punkten für den vierten Platz, womit aber wieder die Championship verpasst wurde.